# Felsenbrunnen (Kaiserslautern)
Koordinaten: 49° 23′ 55,3″ N, 7° 50′ 36,8″ O
Das Naturdenkmal Felsenbrunnen ist eine gefasste Quelle im Stiftswald in Kaiserslautern in Rheinland-Pfalz.

## Lage
Die Quelle liegt acht Kilometer ostsüdöstlich von Kaiserslautern nahe der Kreuzung der L&nbsP505 mit der Bundesstraße 48 zwischen Kleinem Roßrücken im Süden und Harter Kopf im Nordosten auf einer Höhe von 341 m ü. NHN. Die Quelle im oberen Einzugsgebiet der Lauter ist gefasst.

## Naturräumliche Zuordnung
Der Felsenbrunnen gehört zum Naturraum Pfälzerwald, der in der Systematik des von Emil Meynen und Josef Schmithüsen herausgegebenen Handbuches der naturräumlichen Gliederung Deutschlands und seinen Nachfolgepublikationen als Großregion 3. Ordnung klassifiziert wird. Betrachtet man die Binnengliederung des Naturraums, so gehört der Felsenbrunnen zum Mittleren Pfälzerwald.
Zusammenfassend folgt die naturräumliche Zuordnung des Felsenbrunnens damit folgender Systematik:
1. Großregion 1. Ordnung: Schichtstufenland beiderseits des Oberrheingrabens
2. Großregion 2. Ordnung: Pfälzisch-saarländisches Schichtstufenland
3. Großregion 3. Ordnung: Pfälzerwald
4. Region 4. Ordnung (Haupteinheit): Mittlerer Pfälzerwald
5. Region 5. Ordnung: unbekannt

## Verkehr und Wandern
Die von Westen nach Osten verlaufende L 504 kreuzt am Wanderparkplatz „Am Stall“ die von Norden nach Süden verlaufende Bundesstraße 48. An dem dort befindlichen Rettungspunkt 6513-533 führt der Wanderweg des Pfälzerwald-Vereins „gelber Balken“ vorbei. Der Brunnen ist am besten über den Parkplatz zu erreichen. Man läuft südlich über die L 504 (nach Mölschbach) und nach 50 m talabwärts nach Westen, um dann nach etwa 150 m rechts die Quelle zu erreichen. Das Wasser fließt durch eine Felsspalte unter einem mittlerweile undichten Sandsteinbehältnis hindurch in einen Holzkanal und von dort aus talwärts Richtung Mölschbach.

## Sonstiges
Die Quelle führt ganzjährig Wasser. Ihr Wasser versinkt aber momentan im Felsental wieder, bevor es Mölschbach erreichen kann (Stand 2017). 